# Alka
Az alka (Alca torda) a madarak (Aves) osztályának lilealakúak (Charadriiformes) rendjébe, ezen belül az alkafélék (Alcidae) családjába tartozó Alca nem egyetlen faja.

## Rendszerezése
A fajt Carl von Linné svéd természettudós írta le 1758-ban.

## Alfajai
- Alca torda islandica C. L. Brehm, 1831
- Alca torda torda Linnaeus, 1758[2]

## Előfordulása
Az alka megtalálható az Atlanti-óceán északi partvidékén, Skandináviában, Izlandon, Grönlandon és Északkelet-Kanadában; Helgolandon (Németország) is költ. 
Természetes élőhelyei a sziklás tengerpartok és nyílt vizek. Vonuló faj.

### Kárpát-medencei előfordulása

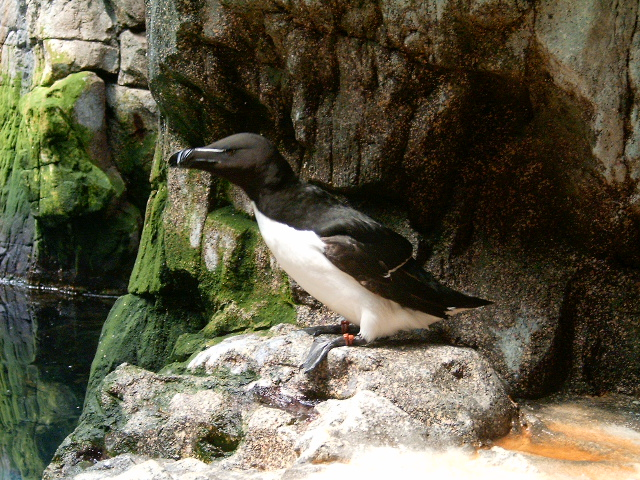

Magyarországon rendkívül ritka vendég, egyetlen előfordulása ismert 1935-ben Hajdúböszörménynél.

## Megjelenése
Testhossza 37–41 centiméter, szárnyfesztávolsága 63-68 centiméter, testtömege 524–890 gramm. Tollazata színe hasonlít a pingvinéhez, de télen, az álla és a melle felső része fehér színűvé válik.

## Életmódja
Ősszel és télen egyesével vagy kis csoportokban keres táplálékot, a költési helyre általában mindegyik évben csak az a pár telepszik le. Fő tápláléka a homoki angolna és a csuklyás hal, ezek megszerzését merüléssel és a lundák csőréből való kicsípéssel szerzik meg.
|  |  |

## Szaporodása
Az alkák ivarérettségüket 3-5 évesen érik el, a költési időszak májusban kezdődik, de a madarak már februárban visszatérnek költőhelyeikre. A fészekaljban, amit csak egy sziklarepedésbe raknak 1 tojást tartalmaz, a tojások színe nagyon különböző: barna, beige, fehér vagy türkiz és rajtuk barna vagy fekete foltok vannak. A tojáson 35 nap kell kotlania, az alka szülőnek ahhoz, hogy kikeljen fiókája. Kikelés után körülbelül 18 nappal a fiókák még nem érték el méretüknek a negyedét, de azon az éjjelen elhagyják fészküket és beugornak a tengerbe, de ezután is a szülők gondoskodnak róluk.
|  |  |

## Rokon fajok
A kihalt, röpképtelen óriásalka (Pinguinus impennis) rokona volt ennek a madárnak.

## Természetvédelmi helyzete
Az elterjedési területe rendkívül nagy, egyedszáma viszont csökken. A Természetvédelmi Világszövetség Vörös listáján nem fenyegetett fajként szerepel. Magyarországon védett, természetvédelmi értéke 25 000 forint.